# 哈布爾鎮區 (密蘇里州開普吉拉多縣)
哈布爾鎮區（英語：Hubble Township）是位於美國密蘇里州開普吉拉多縣的一個行政鎮區。

## 地方資料
哈布爾鎮區的面積為147.02平方千米，當中陸地面積為146.64平方千米，而水域面積為0.38平方千米。根據2020年美國人口普查的數據，當地共有人口2434人，而人口密度為每平方千米16.56人。